# Gema
Gema és un municipi de la província de Zamora a la comunitat autònoma de Castella i Lleó. Limita al nord amb Casaseca de las Chanas i Moraleja del Vino, al sud amb Jambrina i El Piñero, a l'est amb Sanzoles i a l'oest amb Jambrina.

## Demografia
| 1991 | 1996 | 2001 | 2004 |
| ---- | ---- | ---- | ---- |
| 335  | 292  | 258  | 262  |